# نهر روسيزي
نهر روسيزي هو نهر يقع في مقاطعة روسيزي في جنوب غرب رواندا ويُطلق عليه اسم نهر كوكو، ويُعتبر الرافد الأيمين لنهر روحة والذي يُكون الحدود بين المناطق الغربية لرواندا وبورندي، ويمر جزء كبير من نهر روسيزي في منتزه نيونجي الوطني.

## حديقة روسيزي الوطنية
تقع الحديقة في بوروندي وهي دولة في افريقيا ومن أكثر اماكن الجذب السياحي وتقع تحديدا في الشمال الغربي من بوجومبورا. وتنقسم الحديقة إلى قسمين؛ الجزء الأكبر تقع على الضفة الشرقية  لنهر روسيزي في حين أن أصغر جزء يشكل دلتا روسيزي عند نقطة مدخل بحيرة تنجانيقا. تم العثور على أنواع مختلفة من أشجار السنط وهي البدع والفربيون والشمعدان في الجزء الشمالي ويوجد فيها البرك من مختلف الأحجام موجودة في الجزء الشمالي من المنطقة.